# Amadou Diawara
Amadou Diawara (Conakry, Guinea, 17 de juliol de 1997), és un futbolista guineoitalià que jugà com a migcampista al CE Eldenc.
Abans havia jugat per la Società Sportiva Calcio Napoli.